# Paradorn Srichaphan
Paradorn Srichaphan (Khon Kaen, 14 juni 1979) is een professioneel tennisser uit Thailand.
Srichaphan begon op zijn zesde met tennissen met zijn vader. Paradorn is rechtshandig en beschouwt zijn groundstrokes als sterkste wapen en hardcourt als zijn favoriete ondergrond. In 1996 eindigde hij als tiende op de juniorenranking en in 2003 schreef hij geschiedenis door als eerste Aziaat de top 10 van de ATP-ranglijst te bereiken. Paradorn bereikte elf finales van een ATP-toernooi, waarvan hij er vijf won. Ook behaalde hij driemaal de halve finales van een Masters-toernooi.
In december 2005 ging Paradorn een week lang als de monnik 'Mahaviro' door het leven. Mahaviro betekent groot en dapper.

## Finaleplaatsen enkelspel
| jaar | toernooi         | tegenstander       | w/v     | uitslag            |
| ---- | ---------------- | ------------------ | ------- | ------------------ |
| 2002 | ATP Chennai      | Guillermo Cañas    | verlies | 4-6, 6-7           |
| 2002 | ATP Washington   | James Blake        | verlies | 6-1, 6-7, 4-6      |
| 2002 | ATP Long Island  | Juan Ignacio Chela | winst   | 5-7, 6-2, 6-2      |
| 2002 | ATP Stockholm    | Marcelo Ríos       | winst   | 6-7, 6-0, 6-3, 6-2 |
| 2003 | ATP Chennai      | Karol Kučera       | winst   | 6-3, 6-1           |
| 2003 | ATP Indianapolis | Andy Roddick       | verlies | 6-7, 4-6           |
| 2003 | ATP Long Island  | James Blake        | winst   | 6-2, 6-4           |
| 2004 | ATP Chennai      | Carlos Moyá        | verlies | 4-6, 6-3, 6-7      |
| 2004 | ATP Nottingham   | Thomas Johansson   | winst   | 1-6, 7-6, 6-3      |
| 2005 | ATP Chennai      | Carlos Moyá        | verlies | 6-3, 4-6, 6-7      |
| 2005 | ATP Stockholm    | James Blake        | verlies | 1-6, 6-7           |

## Resultaten grandslamtoernooien
| Legenda | Legenda                          |
| ------- | -------------------------------- |
| g.t.    | geen toernooi gehouden           |
| l.c.    | lagere categorie                 |
| –       | niet deelgenomen                 |
| G       | uitgeschakeld in de groepsfase   |
| 1R      | uitgeschakeld in de eerste ronde |
| 2R      | uitgeschakeld in de tweede ronde |
| 3R      | uitgeschakeld in de derde ronde  |
| 4R      | uitgeschakeld in de vierde ronde |
| KF      | uitgeschakeld in de kwartfinale  |
| HF      | uitgeschakeld in de halve finale |
| F       | de finale verloren               |
| W       | het toernooi gewonnen            |
| w-v     | winst/verlies-balans             |

### Enkelspel
| Toernooi        | 1999 | 2000 | 2001 | 2002 | 2003 | 2004 | 2005 | 2006 | 2007 |
| --------------- | ---- | ---- | ---- | ---- | ---- | ---- | ---- | ---- | ---- |
| Australian Open | –    | 2R   | 1R   | 1R   | 2R   | 4R   | 2R   | 1R   | 1R   |
| Roland Garros   | –    | 1R   | –    | 3R   | 1R   | 2R   | 1R   | 1R   | –    |
| Wimbledon       | 2R   | 1R   | 1R   | 3R   | 4R   | 1R   | 1R   | 1R   | –    |
| US Open         | –    | 1R   | 1R   | 2R   | 4R   | 3R   | 3R   | 2R   | –    |

### Mannendubbelspel
| Toernooi        | 2004 | 2005 | 2006 |
| --------------- | ---- | ---- | ---- |
| Australian Open | –    | –    | –    |
| Roland Garros   | 1R   | 3R   | 1R   |
| Wimbledon       | –    | –    | –    |
| US Open         | –    | 1R   | –    |